# Eugene W. Leake
Eugene Walter Leake (* 13. Juli 1877 in Jersey City, New Jersey; † 23. August 1959 in New York City) war ein US-amerikanischer Politiker. Zwischen 1907 und 1909 vertrat er den Bundesstaat New Jersey im US-Repräsentantenhaus.

## Werdegang
Eugene Leake besuchte die öffentlichen Schulen seiner Heimat und studierte danach an der Phillips Academy in Andover (Massachusetts). Nach einem anschließenden Jurastudium an der New York Law School und seiner 1898 erfolgten Zulassung als Rechtsanwalt begann er in Jersey City in diesem Beruf zu arbeiten. Später praktizierte er auch in New York City. Gleichzeitig schlug er als Mitglied der Demokratischen Partei eine politische Laufbahn ein.
Bei den Kongresswahlen des Jahres 1906 wurde Leake im neunten Wahlbezirk von New Jersey in das US-Repräsentantenhaus in Washington, D.C. gewählt, wo er am 4. März 1907 die Nachfolge von Marshall Van Winkle antrat. Da er im Jahr 1908 auf eine weitere Kandidatur verzichtete, konnte er bis zum 3. März 1909 nur eine Legislaturperiode im Kongress absolvieren. Von 1927 bis 1932 war Leake als Berater für die Adams Express Company tätig. Im Jahr 1931 wurde er Vorstandsdirektor der American Railway Express Co. Außerdem war er Direktor bei der Firma Loew’s, Inc. Eugene Leake starb am 23. August 1959 in New York und wurde in Paterson beigesetzt.